# Pologne aux Jeux olympiques d'hiver de 1988
La Pologne participe aux Jeux olympiques d'hiver de 1988, qui ont lieu à Calgary au Canada. Ce pays, représenté par 32 athlètes, prend part aux Jeux d'hiver pour la quinzième fois de son histoire après sa participation à toutes les éditions précédentes. Il remporte ne remporte pas de médaille.